# Dirección General de Industria y de la Pequeña y Mediana Empresa
La Dirección General de Industria y de la Pequeña y Mediana Empresa (DGIPYME) fue un órgano del Gobierno de España, adscrito al Ministerio de Industria a través de la Secretaría General de Industria y de la Pequeña y Mediana Empresa, que ejerció las funciones relativas a las políticas del sector industrial y de las PYMEs.
Se creó en 2011 a partir de la fusión de dos direcciones generales prexistentes y se suprimió a finales de 2023, dando lugar a otras dos direcciones generales.

## Historia

### Antecedentes
La existencia de un órgano directivo con competencias sobre el sector industrial se remonta al siglo XIX, estando en muchas ocasiones fusionado con las competencias sobre el sector agrícola y comercial.
Brevemente, entre 1922 y 1924 tuvo rango de subdirección general, y a partir de 1924 se estructuró como una Jefatura Superior. En 1926 se fusionaron las competencias industriales, comerciales y de seguros en una misma dirección general.
Finalmente, el 3 de noviembre de 1928 las competencias industriales obtienen su propio órgano directivo dentro del Ministerio de Economía Nacional, que se mantendrá con ligeras variaciones internas hasta 1962 cuando se deroga para todas aquellas funciones que no tuviesen carácter militar. Es recuperada en 1988 con el objetivo de «aumentar la competitividad de la industria española” tras la adhesión de España al Tratado de Roma y las medidas de aplicación del Acta Única Europea».
Una década después, en 1998, pasa a denominarse Dirección General de Industria y Tecnología. En 2008 recupera su denominación original.
Las competencias sobre PYMEs se empiezan a institucionalizar a mediados de la década de los 70, cuando se crea el Instituto de la Pequeña y Mediana Empresa Industrial adscrito al Ministerio de Industria. Este instituto asumió las competencias sobre la política de PYMEs hasta 1996, cuando se suprime y sus competencias son, en su mayoría, asumidas por la nueva Dirección General de Política de la Pequeña y Mediana Empresa, adscrita al Ministerio de Economía y Hacienda.

### Dirección General
El origen de la actual dirección general se encuentra a finales de 2011, cuando ambas direcciones generales se fusionan dando lugar a la Dirección General de Industria y de la Pequeña y Mediana Empresa.
Tras la refundición de ambos órganos, pasaron de seis a cinco subdirecciones generales. Se conservaron las tres de la Dirección General de Industria —de Políticas Sectoriales Industriales, de Calidad y Seguridad Industrial y de Programas Estratégicos— mientras que las competencias en PYMEs se agruparon en dos —de Entorno Institucional y Programas de innovación para la PYME y de Apoyo a la PYME—.
Este órgano no tendrá más cambios hasta un lustro después, cuando en 2017 vuelve a pasar a seis subdirecciones generales, pues se suprimen las subdirecciones de Programas Estratégicos y de Entorno Institucional y Programas de Innovación para la PYME y se crean las de Áreas y Programas Industriales,  de Digitalización de la Industria y Entornos Colaborativos y de Gestión y Ejecución de Programas.
En diciembre de 2023 se suprimió, repartiéndose sus competencias entre la Dirección General de Estrategia Industrial y de la Pequeña y Mediana Empresa y la Dirección General de Programas Industriales, ambas de nueva creación.

## Funciones
En su última etapa, la Dirección General ejerció las siguientes funciones:
1. La propuesta, ejecución, seguimiento y evaluación de la política industrial y de las políticas de apoyo y promoción de la actividad de la pequeña y mediana empresa encaminada a la mejora de su competitividad, así como las propuestas de incorporación de las iniciativas industriales y de pequeña y mediana empresa internacionales y de la Unión Europea al ámbito nacional.
2. La elaboración, gestión y seguimiento de programas y actuaciones destinadas a mejorar la competitividad y eficiencia de los sectores productivos o que generen valor para las actividades industriales, sin perjuicio de las competencias que correspondan a otros departamentos ministeriales.
3. El análisis, la propuesta y la defensa de los precios industriales máximos y precios regulados de los medicamentos y productos sanitarios que vayan a ser incluidos en la prestación farmacéutica del Sistema Nacional de Salud, con el objeto de establecer la posición del Ministerio de Industria, Comercio y Turismo en la Comisión Interministerial de Precios de Medicamentos.
4. El análisis y la evaluación del impacto de las actuaciones derivadas de la aplicación, entre otras, de normativa técnica y medioambiental sobre la competitividad de los sectores industriales, así como la elaboración de planes de adaptación a las mismas.
5. La representación del Ministerio de Industria, Comercio y Turismo en instituciones y grupos de trabajo que aborden aspectos que afecten a la competitividad de los sectores industriales, sin perjuicio de las competencias de otros órganos del departamento.
6. La elaboración, seguimiento y desarrollo de programas y actuaciones en materia de calidad y seguridad industrial y el desarrollo de infraestructuras técnicas asociadas a éstas, así como la normalización, acreditación y certificación de las empresas y productos industriales.
7. La elaboración y seguimiento de disposiciones reglamentarias en el ámbito de la calidad y seguridad industrial sobre productos e instalaciones industriales previstos en la Ley de Industria de 1992, así como la elaboración, seguimiento y ejecución de las disposiciones reglamentarias sobre homologación de vehículos, sistemas y componentes previstos en el texto refundido de la Ley sobre Tráfico, Circulación de Vehículos a Motor y Seguridad Vial.
8. La gestión del Registro Integrado Industrial en el marco de lo establecido en la Ley 21/1992, de 16 de julio, así como las nuevas secciones que se vayan creando derivadas del desarrollo reglamentario.
9. La elaboración, gestión y seguimiento de planes de apoyo específicos a sectores industriales, de actuaciones dirigidas a mejorar la competitividad y eficiencia de los sectores productivos o que generen valor para las actividades industriales, así como la coordinación de programas y actuaciones destinadas a promover la modernización tecnológica de las empresas.
10. La propuesta de iniciativas legislativas y reglamentarias de desarrollo en su ámbito de competencias.
11. La elaboración, gestión, seguimiento y coordinación de programas y actuaciones destinadas a promover la transformación digital de las empresas y la digitalización de la industria, sin perjuicio de las competencias atribuidas a otros departamentos ministeriales.
12. La elaboración, gestión y seguimiento de los siguientes programas: programas dirigidos a la industria aeronáutica y espacial; programas estratégicos y programas de alto contenido tecnológico e innovación industrial; programas y actuaciones dirigidos a incrementar la competitividad de los sectores industriales; programas dirigidos a potenciar la implantación de sistemas de gestión e infraestructuras destinadas a incrementar la competitividad industrial; y programas de cooperación público-privada en áreas de importancia estratégica para los sectores industriales. El ejercicio de las competencias en materia espacial se entenderá, en todo caso, sin perjuicio de las atribuciones propias del Ministerio de Ciencia, Innovación y Universidades.
13. La ejecución de programas dirigidos a fortalecer los distritos industriales y las redes de colaboración entre pequeñas y medianas empresas y la gestión del Registro Especial de Agrupaciones Empresariales Innovadoras del Ministerio de Industria, Comercio y Turismo, así como el apoyo a la constitución y consolidación de plataformas tecnológicas lideradas por la industria, en coordinación con otros departamentos u otras áreas de este departamento.
14. El análisis, las propuestas de mejora, desarrollo y la divulgación de las fuentes de financiación para las pequeñas y medianas empresas, así como el desarrollo de actuaciones y programas dirigidos a facilitar el acceso a la financiación de la PYME, bien directamente, o instrumentados a través de las sociedades CERSA y ENISA.
15. La presidencia y la participación en la Comisión de evaluación por la que se establecen los requisitos a los que deberán ajustarse los Convenios de Promoción de Fondos de Titulización de Activos para favorecer la Financiación Empresarial (FTPYME), así como el resto de las que se le atribuyen en la normativa vigente a dichos Fondos.
16. La asistencia técnica y administrativa a la Conferencia Sectorial de Industria y de la PYME. Así mismo, llevará a cabo las actuaciones a desarrollar en el marco del Consejo Estatal de la PYME regulado por el Real Decreto 943/2015, de 29 de julio.
17. La ejecución y seguimiento de las políticas del Gobierno orientadas a facilitar la creación de empresas, gestión del Centro de Información y Red de Creación de Empresas (CIRCE) regulado por el Real Decreto 682/2003, de 7 de junio, y asesoramiento a los emprendedores y a pequeñas y medianas empresas.
18. La titularidad, administración y gestión del Punto de Atención al Emprendedor electrónico del Ministerio de Industria, Comercio y Turismo, así como la gestión de la plataforma «Emprende en 3».
19. La gestión y administración de la Ventanilla Única prevista en la Ley 17/2009, de 23 de noviembre, sobre el libre acceso a las actividades de servicios y su ejercicio.
20. El seguimiento de la evolución de la morosidad y resultados de la eficacia de la Ley 15/2010, de 5 de julio, de modificación de la Ley 3/2004, de 29 de diciembre, por la que se establecen medidas de lucha contra la morosidad en las operaciones comerciales, sin perjuicio de las competencias que puedan corresponder a otros departamentos ministeriales.
21. La participación en las actividades derivadas de la pertenencia de España a organismos internacionales y en general de las relaciones bilaterales y multilaterales en política industrial y de la pequeña y mediana empresa, así como el impulso y desarrollo de las actividades necesarias para dar cumplimiento a los compromisos y programas europeos e internacionales de apoyo a la industria y a la pequeña y mediana empresa, especialmente los que derivan de la «Ley de la Pequeña Empresa» europea, del Consejo Europeo y de la OCDE, además de a representación de la Administración General del Estado en los Comités de la OCDE y de la Unión Europea en su ámbito de competencia.
22. El desarrollo de actuaciones del emprendimiento, así como la difusión de información de interés directo para las pequeñas y medianas empresas, la gestión y desarrollo del portal PYME, así como de otras páginas web de la Dirección General de Industria y de la Pequeña y Mediana Empresa relativas a emprendedores y PYME.
23. La planificación, coordinación global y de la gestión administrativa y económico-financiera de los programas de ayudas públicas que sean competencia de la Dirección General de Industria y de la Pequeña y Mediana Empresa, así como el seguimiento y control centralizado con criterios coordinados y homogéneos del cumplimiento de las obligaciones contraídas por los beneficiarios de las ayudas, y el control del riesgo de las operaciones, así como la propuesta e implantación de las medidas necesarias para evitarlo.
24. La realización de estudios, estadísticas, bases de datos, informes y análisis de la industria de ámbito sectorial, regional y agregado y para el seguimiento y evaluación de las políticas realizadas por la Dirección General de Industria y de la Pequeña y Mediana Empresa en materia de pequeña y mediana empresa.

## Estructura
De la Dirección General dependían los siguientes órganos, los cuales ejercían las competencias anteriormente enumeradas:
- La Subdirección General de Políticas Sectoriales Industriales, que ejercía las funciones atribuidas en los puntos 1, 10, 18 y 23, en el ámbito de la industria; y 2, 3, 4, 5 y 9 del apartado anterior.
- La Subdirección General de Calidad y Seguridad Industrial, que ejercía las funciones atribuidas en los puntos 1, 10, 18 y 23 en el ámbito de la industria; y 2, 6, 7 y 8, del apartado anterior.
- La Subdirección General de Áreas y Programas Industriales, que asumía las funciones atribuidas en los puntos 1, 10, 18 y 23 en el ámbito de industria; y 2, 5, 9 y 12 del apartado anterior.
- La Subdirección General de Digitalización de la Industria y Entornos Colaborativos, que ejercía las funciones atribuidas en los puntos 1, 5, 8, 9, 10, 11, 18 y 23 del apartado anterior.
- La Subdirección General de Apoyo a la PYME, que ejercía las funciones atribuidas en los puntos 1, 10, 18, 23 y 26 en el ámbito de las PYMEs; 14, 16, 17, 19, 20, 21, 22 y 24 del apartado anterior.
- La Subdirección General de Gestión y Ejecución de Programas, que ejercía las funciones atribuidas en los puntos 1, 9 y 18, en el ámbito de la industria, y 25 del apartado anterior.

## Presupuesto
En su último ejercicio fiscal, 2023, la Dirección General de Industria y de la Pequeña y Mediana Empresa tuvo un presupuesto asignado de 3 006 422 750 € para el año 2023. De acuerdo con los Presupuestos Generales del Estado para 2023, la DGIPYME participaba en seis programas:
| Nº Programa                     | Programa                                                     | Dotación        | Ref.   |
| ------------------------------- | ------------------------------------------------------------ | --------------- | ------ |
| 421O                            | Calidad y seguridad industrial                               | 3 775 880 €     | [ 15 ] |
| 422B                            | Desarrollo industrial                                        | 334 401 780 €   | [ 16 ] |
| 422M                            | Reconversión y reindustrialización                           | 652 774 860 €   | [ 17 ] |
| 433M                            | Apoyo a la pequeña y mediana empresa                         | 142 320 090 €   | [ 18 ] |
| 464B                            | Apoyo a la innovación tecnológica en el sector de la defensa | 1 601 150 140 € | [ 19 ] |
| 467C                            | Investigación y desarrollo tecnológico-industrial            | 272 000 000 €   | [ 20 ] |
| Total presupuesto de la SGIPYME | Total presupuesto de la SGIPYME                              | 3 006 422 750 € |        |

## Titulares
- Manuel Valle Muñoz (6 de enero de 2012-30 de agosto de 2014)[21][22]
- Víctor Audera López (30 de agosto de 2014-19 de noviembre de 2016)[23][24]
- Mario Fernando Buisán García (19 de noviembre de 2016-30 de junio de 2018)[25][26]
- Galo Gutiérrez Monzonís (30 de junio de 2018-9 de febrero de 2023)[27][28]
- María José Muñoz Martínez (9 de febrero de 2023-17 de enero de 2024)[29]